# Ebod
Ebod est un village de la région du Centre du Cameroun. Il est localisé dans l'arrondissement (commune) d'Okola. On y accède par la piste rurale qui lie Nkong à Nkolondon II et à Nkolesson.

## Population et société
En 1965, la population de Ebod était de 375 habitants. Ebod comptait 420 habitants lors du dernier recensement de 2005. La population est constituée pour l’essentiel du peuple Eton.